# Issa Traoré de Brahima
Issa Traoré de Brahima, né le 26 mars 1962 est un cinéaste burkinabé.

## Biographie

### Enfance et études
Issa Traoré De Brahima naît le 26 mars 1962 à Abidjan, en Côte d'Ivoire de parents Burkinabè. Il étudie à l'Institut africain d'études cinématographiques de Ouagadougou, où il obtient en 1985 un diplôme de création cinématographique. Parallèlement, entre 1982 et 1985, il travaille comme comédien dans la compagnie Atelier du Théâtre Burkinabè. Il suit ensuite les cours du Conservatoire Libre du Cinéma Français à l'Université de Paris VIII. En 1987, il reçoit un prix d'édition,.

### Carrière
En 1989, il co-réalise le court métrage Bilakoro avec Dani Kouyaté et Sékou Traoré. L'année suivante, il assiste Dani Kouyaté sur son film Poussière de Lait. En 1992, il fonde Sahelis Productions avec Dani Kouyaté et Sékou Traoré. En 1994, il produit son premier court métrage, Gombele. Il est assistant réalisateur sur plusieurs films dont Keïta ! l'Héritage du Griot de Dani Kouyaté, La revanche de Lucie de J. Mrozowski et Souko, le Cinématographe en carton d'Issaka Konaté. Son film Le Monde Est un Ballet (2006) a été nommé au Festival panafricain du cinéma et de la télévision de Ouagadougou 2007. Issa Traoré De Brahima estime que le cinéma joue un rôle important dans la propagande politique, en tant qu'arme de lutte. Il dit cependant de son travail qu'il se contente de faire des observations. C'est au public de tirer les conclusions.

## Filmographie
- 1989, Bilakoro (coréalisateur avec Dani Kouyaté et Sékou Traoré), fiction (15'), 16mm[5]

- 1994, Gombèle, fiction (27')
- 1998: Boubou l'intrus (Boubou l'intrus), fiction (court métrage)
- 2001: La rencontre (co-réalisateur avec Seydou Bouro, documentaire
- 2001: Documentaire Afrique réseau 2000
- 2001: Siraba, la grande voie, fiction (104'), 35mm, couleur[6],[7]
- 2004: Documentaire Femmes du Sahel
- 2006: Le Monde est un ballet